# زبان‌های آسیا

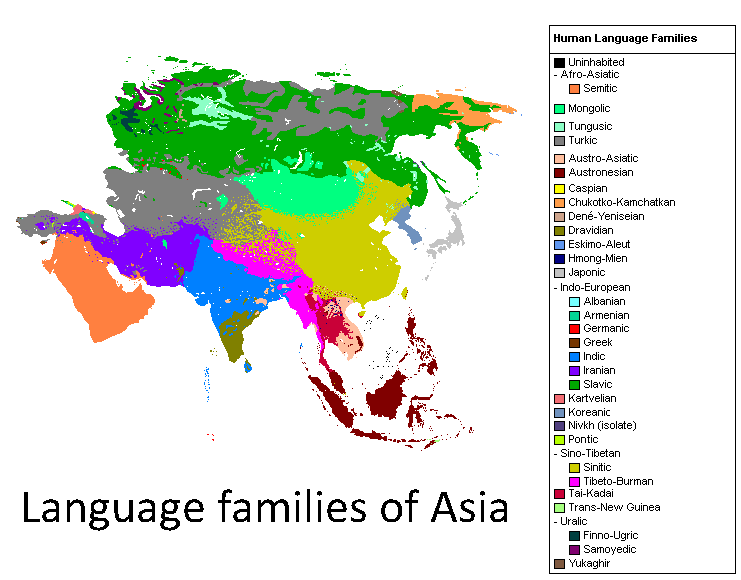
خانواده‌های زبان آسیا

طیف گسترده‌ای از زبان‌ها در سراسر آسیا صحبت می‌شوند که شامل خانواده‌های مختلف زبانی و برخی زبان‌های تک‌خانواده است. خانواده‌های اصلی زبان شامل آلتایی، آستروآسیایی، آسترونزیایی، قفقازی، دراویدی، هندواروپایی، آفروآسیایی، مغولی‌تبار، چینی-تبتی و کرا-دای هستند. بیشتر آن‌ها، اما نه همه، سابقه طولانی به عنوان یک زبان نوشتاری دارند.

## گروه‌های زبانی
خانواده‌های اصلی از نظر تعداد، هندواروپایی (هندوآریایی) و دراویدی در جنوب آسیا و چینی-تبتی در آسیای شرقی هستند. چندین خانواده دیگر در منطقه خاصی غالب هستند.

### چینی-تبتی
زبان‌های چینی-تبتی از جمله زبان‌های چینی، تبتی، برمه‌ای، کارنی و زبان‌های متعددی از فلات تبت، جنوب چین، برمه و شمال شرقی هند هستند.

### هندواروپایی
زبانهای هندواروپایی در درجه اول توسط شاخه هندوایرانی حضور دارند. این خانواده شامل زبان‌های هندی (سینهالی، هندی، اردو، بنگالی، اوریه، آسامی، پنجابی، سندی، کشمیری، مراتی، گجراتی، سینهالی، مالایالم و سایر زبان‌های هندواروپایی جنوب آسیا) و ایرانی (شامل فارسی، کردی، پشتو، بلوچی و زبان‌های هندواروپایی دیگر ایران، آناتولی، میان‌رودان، آسیای میانه، قفقاز و مناطقی از آسیای جنوبی). علاوه بر این شاخه، دیگر شاخه‌های هندواروپایی که در آسیا صحبت می‌شوند شامل اسلاوی (روسی رایج در سیبری)، یونانی در پیرامون دریای سیاه، ارمنی و همچنین زبان‌های منقرض شده مانند هیتی در آناتولی و تخاری در ترکستان (چین) هستند.

### خانواده‌های آلتایی
شماری از خانواده‌های زبانی کوچکتر، اما مهم که در آسیای مرکزی و شمالی گسترش یافته‌اند، در خانواده آلتایی که هنوز کاملاً پذیرفته نشده‌است، حضور دارند. این گروه شامل خانواده‌های ترکی، مغولی‌تبار، تونگوزی (از جمله منچو)، کره‌ای و ژاپنی است.

### مون-خمر
زبان‌های مون-خمر (که به آن آستروآسیایی نیز می‌گویند) خانواده زبانی در جنوب و جنوب شرقی آسیا هستند. زبان‌های مهم این خانواده ویتنامی و خمر (کامبوجی) هستند.

### کرا-دای
زبان‌های کرا-دای (که به آن تای-کادای نیز گفته می‌شود) در جنوب چین، شمال شرقی هند و آسیای جنوب شرقی یافت می شودن. زبان‌های مهم این خانواده تایلندی (سیامی) و لائو هستند.

### آسترونزیایی
زبانهای آسترونزیایی در سراسر ناحیه دریایی جنوب شرق آسیا گسترش یافته‌اند، از جمله زبان‌های اصلی آن فیجیایی (فیجی)، سبوانو، تاگالوگ (فیلیپین) و مالایی (مالزی، سنگاپور و برونئی) هستند. جاوه‌ای، سوندایی و مادورایی اندونزی نیز به این خانواده تعلق دارند.

### دراویدی
زبان‌های دراویدی بومی جنوب هند و مناطقی از سری لانکا و شامل تامیلی، کانارا، تلوگو و مالایالم هستند، در حالی که زبان‌های کوچکتر مانند گوندی و براهویی به ترتیب در هند مرکزی و پاکستان حضور دارند.

### آفروآسیایی
زبان‌های آفروآسیایی (در منابع قدیمی حامی-سامی) در آسیا توسط شاخه سامی نمایندگی می‌شوند. زبان‌های سامی در آسیای غربی صحبت می‌شود و علاوه بر زبان‌های منقرض شده مانند اکدی، شامل عربی، عبری و آرامی هستند.

### خانواده‌های سیبریایی
علاوه بر خانواده‌های آلتایی که قبلاً ذکر شد (که از آن‌ها تونگوزی امروزه یک خانواده کوچک از سیبری است)، تعدادی خانواده کوچک زبانی و زبان تک‌خانواده نیز در شمال آسیا صحبت می‌شود. این موارد عبارتند از زبان‌های اورالی رایج در غرب سیبری (خانواده زبان‌های مجاری و فنلاندی در اروپا)، ینی‌سئیایی (مرتبط با ترکی و آتاباسکی آمریکا شمالی)، یوکاغیر، نیوخ در ساخالین، آینو در شمال ژاپن، چوکوتکا-کامچاتکایی در شرقی‌ترین بخش سیبری و تا حدودی اسکیمو-آلیوت. برخی از زبان‌شناسان بر این باورند که زبان‌های کره‌ای شباهت‌های بیشتری با زبانهای دیرین سیبری نسبت به زبان‌های آلتایی دارند. زبان منقرض شده روانروان مغولستان دسته‌بندی نشده‌است و هیچ رابطه‌ای را با هیچ خانواده زبانی شناخته‌شده دیگری نشان نمی‌دهد.

### خانواده‌های قفقازی
در قفقاز سه خانواده کوچک زبانی موجود است: زبان‌های کارتولی، مانند گرجی؛ قفقازی شمال شرقی (زبان‌های داغستانی)، مانند چچنی؛ و قفقازی شمال غربی، مانند چرکسی. دو مورد اخیر ممکن است با یکدیگر مرتبط باشند. زبان‌های هوری-اورارتویی که امروزه منقرض شده‌اند نیز ممکن است با آن‌ها مرتبط باشند.

### خانواده‌های کوچک جنوب آسیا
در جنوب و جنوب شرق آسیا تعداد زیادی خانواده کوچک و جدا وجود دارد، گرچه زبان‌ها و خانواده‌های اصلی آن‌ها را تحت سلطه خود درآورده اند. از غرب به شرق، این موارد عبارتند از:
- زبان‌های منقرض‌شده هلال حاصلخیز مانند سومری، ایلامی و نیافراتی
- زبان‌های منقرض‌شده جنوب آسیا: زبان طبقه‌بندی نشده هاراپایی
- خانواده‌های زبانی کوچک و مستقل شبه‌قاره هند: بروشسکی، کوسوندایی و نیهالی. زبان ودا در سریلانکا نیز احتمالاً زبان تک‌خانواده‌ای است که با سینهالی مخلوط شده‌است.
- دو خانواده زبانی آندامانی: آندامانی بزرگ و اونگان؛ سنتینلی تا به امروز مستند و از این رو دسته‌بندی نشده‌است.
- زبان‌های دسته‌بندی‌نشده در جنوب شرقی آسیا: کنابوی.
- زبان‌های تک‌خانواده و خانواده‌های زبانی مستقل در آروناچال: دیگارو، هروسیش (شمال زبان‌های میجی[۱])، میجو، پورویک، سیانگی و کهو-بوا.
- همونگ–مین (میائو–یائو) که در جنوب چین و جنوب شرقی آسیا پراکنده شده‌است.
- چند خانواده پاپوآیی از مرکز و شرق مجمع‌الجزایر مالایی: زبان هالماهرا، تیموری شرقی و زبان منقرض‌شده تامبورا از سامباوا. خانواده‌های متعددی در گینه نو اندونزی صحبت می‌شوند، اما آن‌ها خارج از محدوده زبان‌های آسیایی هستند.

### کریول‌ها و پیجین‌ها
با تجارت اروپاییان در چین زبان معروف پیجین توسعه یافت. از میان بیشتر کریول‌های ایجاد شده، امروزه پرگویشورترین آن‌ها را می‌توان چاواکانو، کریول اسپانیایی فیلیپین و کریول‌های مختلف بر پایه مالایی مانند مانادوی مالایی دانست. کریول بسیار معروف کریستانگ که بر پایه پرتغالی است، در مالاکا، ایالت-شهری در مالزی، رایج است.

### زبان‌های اشاره
شمار زیادی زبان اشاره در سراسر آسیا صحبت می‌شود. این‌ها شامل خانواده زبان اشاره ژاپنی، زبان اشاره چینی، زبان اشاره هندوپاکستانی و همچنین تعدادی زبان اشاره کوچک بومی در کشورهایی مانند نپال، تایلند و ویتنام هستند. بسیاری از زبان‌های اشاره رسمی بخشی از خانواده زبان اشاره فرانسوی هستند.
زبانهای ترکی قشقایی، ترکی خلجی و ترکی قبچاقی از شاخه های زبان ترکی اوغوز هستند که مجموعا حدود ۶ میلیون نفر به این زبانها در فلات مرکزی و جنوب ایران سخن می‌گویند